# 荒井悠汰
荒井 悠汰（あらい ゆうた、2004年6月13日 - ）は、埼玉県白岡市出身のプロサッカー選手。Jリーグ・FC東京所属。ポジションはミッドフィールダー（MF）。昌平高等学校卒業。

## 来歴
父もサッカー選手であったことからボールが身近な環境で育ち、3・4歳の頃にサッカースクールに通い始めた。中学年代より昌平高等学校の下部組織「FC LAVIDA」に入団し、2019年日本クラブユースサッカー選手権(U-15)大会でクラブ初の全国8強入りに貢献。中学校卒業後は昌平高等学校に進学。1年時からチームの主軸となり第99回全国高等学校サッカー選手権大会に出場、大会優秀選手に選出される。日本高校サッカー選抜としてデンソーカップチャレンジサッカーへ出場し、大学生選手を相手に自身のプレーが通用するところを見せ、U-17日本代表候補となるなど注目される存在となる。
2022年2月、高校2年生ながら卒業後のFC東京への加入内定が発表された。同年3月2日、ルヴァンカップ・GL第2節のアビスパ福岡戦では特別指定選手に登録され、途中出場から公式戦デビューを果たした。
2024年7月1日、カターレ富山へ育成型期限付き移籍で加入することが発表された。

## 所属クラブ
- 2012年 - 2017年 FC白岡南 (白岡市立南小学校)
- 2017年 - 2020年 FC LAVIDA (白岡市立南中学校)
- 2020年 - 2022年 昌平高等学校
  - 2022年  FC東京 (特別指定選手) [8]
- 2023年 -  FC東京
  - 2024年7月 - 同年12月  カターレ富山 (育成型期限付き移籍) [9]

## 個人成績
| 国内大会個人成績 | 国内大会個人成績 | 国内大会個人成績 | 国内大会個人成績 | 国内大会個人成績 | 国内大会個人成績 | 国内大会個人成績 | 国内大会個人成績 | 国内大会個人成績 | 国内大会個人成績 | 国内大会個人成績 | 国内大会個人成績 |
| 年度             | クラブ           | 背番号           | リーグ           | リーグ戦         | リーグ戦         | リーグ杯         | リーグ杯         | オープン杯       | オープン杯       | 期間通算         | 期間通算         |
| 年度             | クラブ           | 背番号           | リーグ           | 出場             | 得点             | 出場             | 得点             | 出場             | 得点             | 出場             | 得点             |
| 日本             | 日本             | 日本             | 日本             | リーグ戦         | リーグ戦         | リーグ杯         | リーグ杯         | 天皇杯           | 天皇杯           | 期間通算         | 期間通算         |
| ---------------- | ---------------- | ---------------- | ---------------- | ---------------- | ---------------- | ---------------- | ---------------- | ---------------- | ---------------- | ---------------- | ---------------- |
| 2022             | FC東京           | 48               | J1               | 0                | 0                | 3                | 0                | 0                | 0                | 3                | 0                |
| 2023             | FC東京           | 48               | J1               | 2                | 0                | 2                | 0                | 0                | 0                | 4                | 0                |
| 2024             | FC東京           | 48               | J1               | 0                | 0                | 0                | 0                | 0                | 0                | 0                | 0                |
| 2024             | 富山             | 48               | J3               | 3                | 0                | -                | -                | -                | -                | 3                | 0                |
| 通算             | 日本             | 日本             | J1               | 2                | 0                | 5                | 0                | 0                | 0                | 7                | 0                |
| 通算             | 日本             | 日本             | J3               | 3                | 0                | 0                | 0                | 0                | 0                | 3                | 0                |
| 総通算           | 総通算           | 総通算           | 総通算           | 5                | 0                | 5                | 0                | 0                | 0                | 10               | 0                |

出場歴
- Jリーグ初出場 - 2023年3月4日 J1第3節 京都サンガF.C.戦 (サンガスタジアム by KYOCERA)

- 2022年は特別指定選手

## 代表・選抜歴
- U-17日本代表候補（2021年）
- 日本高校サッカー選抜（2021年）
- U-19日本代表候補（2022年）